# Groupe Nouveau Centre
Le groupe Nouveau Centre (NC) est un groupe parlementaire français constitué le 26 juin 2007 à l'Assemblée nationale par les élus du Nouveau Centre, de l'Alliance centriste et des apparentés. La très grande majorité de ses membres l'étaient du groupe UDF lors de la précédente législature.
Sous la XIIIe législature, il fait partie de la majorité avec le groupe Union pour un mouvement populaire. Son président est Yvan Lachaud, député du Gard. Il compte vingt-deux membres et deux apparentés, Philippe Folliot et Thierry Benoit, membres de l'Alliance centriste.
Il disparaît à l'ouverture de la XIVe législature, au moment de la création du groupe Union des démocrates et indépendants, auquel se joignent les députés Nouveau Centre et de l'Alliance centriste.

## Organisation

### Présidents
- 26 juin 2007 - 29 juin 2011 : François Sauvadet
- 29 juin 2011 - 6 juillet 2011 : Hervé de Charette (assure l'intérim en tant que doyen d'âge)
- 6 juillet 2011 - 19 juin 2012 : Yvan Lachaud[2]

### Secrétaires généraux
- 2007-2011 : Frank Cecconi
- 2011-2012 : Sébastien Chabanon

## Composition

### Membres
1. Jean-Pierre Abelin, Vienne (4e) ;
2. Charles de Courson, Marne (5e);
3. Stéphane Demilly, Somme (5e);
4. Francis Hillmeyer, Haut-Rhin (6e) ;
5. Olivier Jardé, Somme (2e) ;
6. Yvan Lachaud, Gard (1re) ;
7. Pascal Brindeau, Loir-et-Cher (3e) ;
8. Claude Leteurtre, Calvados (3e) ;
9. Nicolas Perruchot, Loir-et-Cher (1re) ;
10. Jean-Luc Préel, Vendée (1re) ;
11. François Rochebloine, Loire (3e) ;
12. Rudy Salles, Alpes-Maritimes (3e) ;
13. Francis Vercamer, Nord (7e) ;
14. Philippe Vigier, Eure-et-Loir (4e) ;
15. Hervé Morin, Eure (3e) ;
16. Jean Dionis du Séjour, Lot-et-Garonne, (1re) ;
17. Michel Hunault, Loire-Atlantique, (6e) ;
18. Jean-Christophe Lagarde, Seine-Saint-Denis, (5e) ;
19. Christian Blanc, Yvelines, (3e) ;
20. Raymond Durand, Rhône, (11e).
21. André Santini Hauts-de-Seine, (10e), en juillet 2009 ;
22. Hervé de Charette Maine-et-Loire (6e) ; depuis le 11 janvier 2010[3];

### Apparentés
1. Philippe Folliot, Tarn, (3e) ; Alliance centriste[4]
2. Thierry Benoit, Ille-et-Vilaine, Alliance centriste (6e)[5].